# Middleton, Leeds

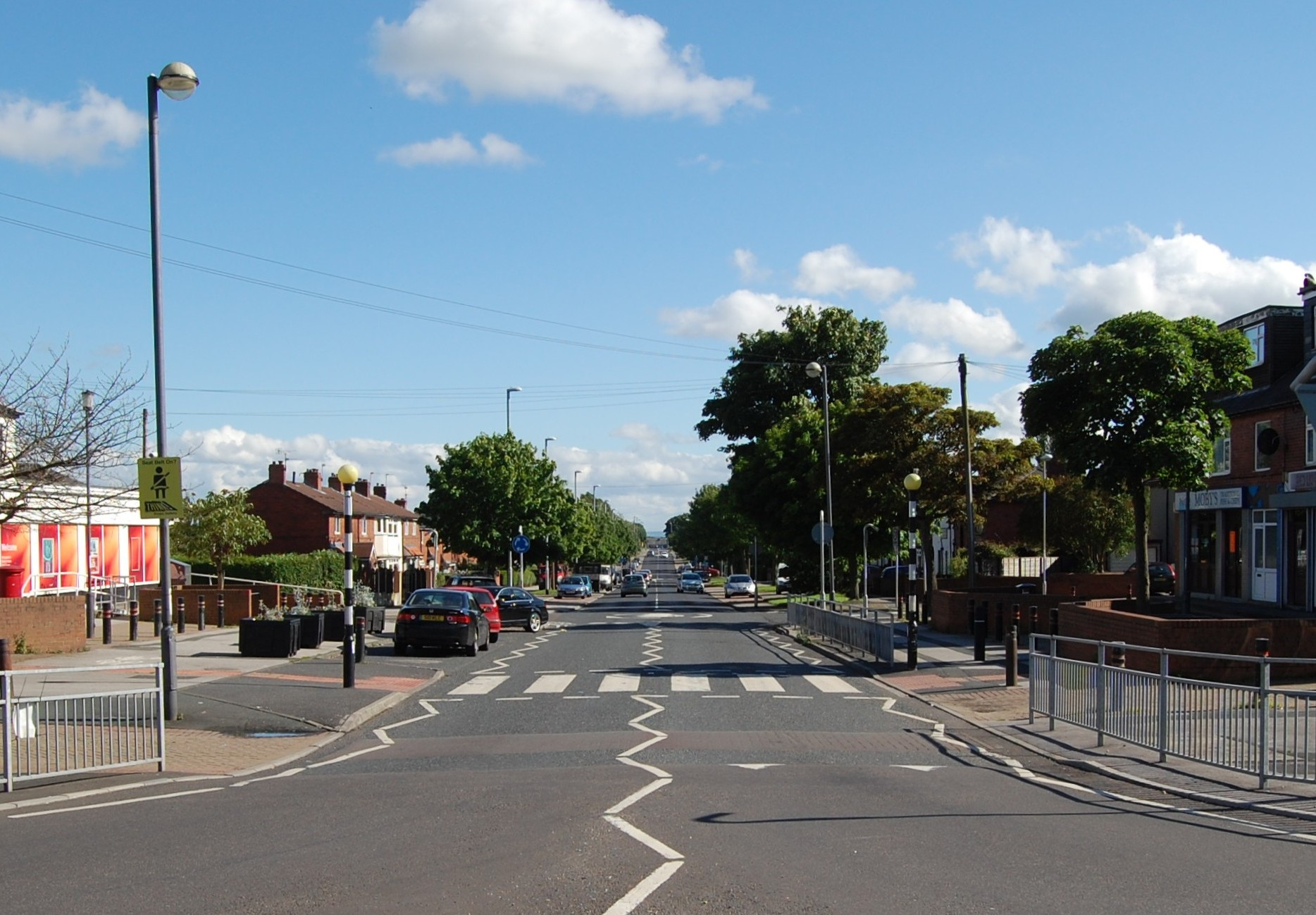
Middleton Park Avenue

Middleton är en stadsdel i Leeds, i unparished area Leeds, i distriktet Leeds, i grevskapet West Yorkshire, i England, med omkring 18 000 invånare. Det bor mest vit arbetarklass i området. Världens första kommersiella järnväg, Middleton Collivery Railway gick genom Middleton. Middleton var en civil parish 1866–1920 när blev den en del av Hunslet. Civil parish hade 1 207 invånare år 1921. Byn nämndes i Domedagsboken (Domesday Book) år 1086, och kallades då Mildentone/Mildetone.